# بروسکووو ویلکیه
بروسکووو ویلکیه (به لهستانی:  Bruskowo Wielkie) یک روستا در لهستان است که در گمینا سووپسک واقع شده‌است. بروسکووو ویلکیه ۳۶۹ نفر جمعیت دارد.